# Örtagården, Västerås kommun
Örtagården är en tätort i Västerås kommun belägen sydväst om Västerås.

## Befolkningsutveckling
| Befolkningsutvecklingen i Örtagården 2005–2020 | Befolkningsutvecklingen i Örtagården 2005–2020 | Befolkningsutvecklingen i Örtagården 2005–2020 | Befolkningsutvecklingen i Örtagården 2005–2020 | Befolkningsutvecklingen i Örtagården 2005–2020 |
| ---------------------------------------------- | ---------------------------------------------- | ---------------------------------------------- | ---------------------------------------------- | ---------------------------------------------- |
|                                                |                                                |                                                |                                                |                                                |
| År                                             |                                                |                                                | Folkmängd                                      | Areal (ha)                                     |
| 2005                                           | 2005                                           |                                                | 303                                            | 22                                             |
| 2010                                           | 2010                                           |                                                | 460                                            | 35                                             |
| 2015                                           | 2015                                           |                                                | 474                                            | 42                                             |
| 2020                                           | 2020                                           |                                                | 474                                            | 42                                             |
| Anm.: Ny tätort 2005                           |                                                |                                                |                                                |                                                |